# Mukandi Tsimaya
Mukandi Tsimaya est un footballeur congolais, né en 1967 et mort 30 avril 1995 lors d'un match contre Panelefsiniakos.

## Décès
Mukandi Tsimaya est mort à 28 ans lors d'un match qui opposé son club Atromitos et  Panelefsiniakos le 30 avril 1995. Il a reçu un coup de coude au niveau du cou, s'étant écroulé, il rendît l'âme en chemin vers l'hôpital.